# Giovanni Canti
Giovanni Canti (* 5. Dezember 1653 in Parma; † 4. Juli 1716 in Mantua) war ein italienischer Maler.

## Leben

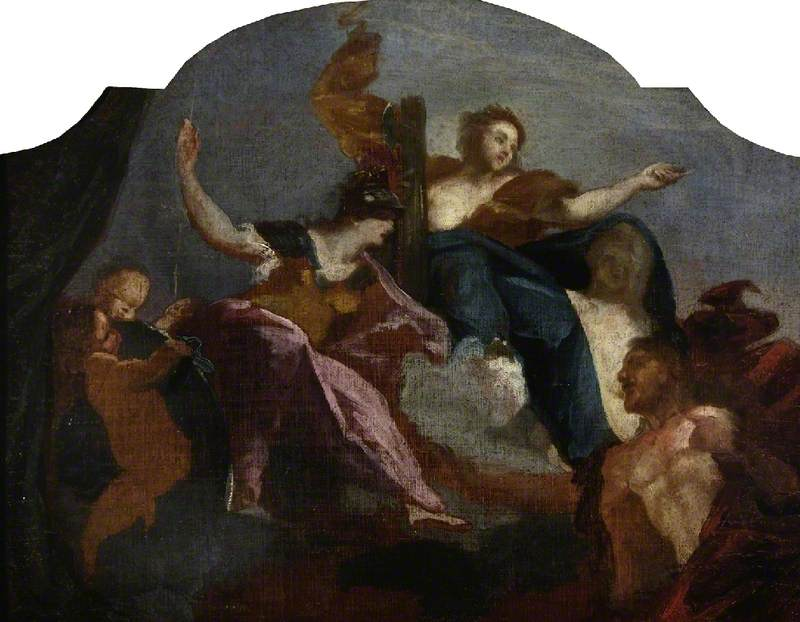
Allegorie der Tapferkeit und Weisheit

Der Sohn von Ferrante (aus einer Brescianer Familie) und Fiorita Boni ist als Schlachten- und Landschaftsmaler im Stil von Ilario Spolverini (Parma, 1657 – Piacenza, 1734) bekannt. Er war Schüler von Francesco Monti, der als der „il Brescianino delle Battaglie“ bekannt ist.
Gegen Ende des 17. Jahrhunderts kam er nach Mantua, wo er eine Schule gründete: Zu seinen Schülern gehörten Francesco Maria Raineri, genannt lo Schivenoglia, und Giuseppe Bazzani. In den Kirchen von Mantua, wie San Martino, San Gervasio und Santa Maria della Carità, sind zahlreiche Werke Cantis mit sakralen Themen erhalten.
Um 1700 arbeitete er in der Villa der Familie Strozzi in Begozzo di Palidano (MN) und malte die „üblichen berühmten Schlachten“, wie es in einem Brief des Marchese Pompeo Arrigoni an den Adligen Camillo Arrigoni aus dem Jahr 1704 heißt. Es ist jedoch nicht klar, ob sich der Brief auf den Fries im Vestibül des Erdgeschosses (Amazzonomachia) oder auf die Gemälde in der Galerie im ersten Stock bezieht, wie es in späteren Inventaren heißt.
Er starb in Mantua und wurde in der Kirche Sant’Ambrogio beigesetzt.
- Amazzonomachia (Villa Strozzi in Begozzo di Palidano, Gonzaga, Mantua) – Zuschreibung ungewiss
- Madonna mit Hl. Antonius Verkündigung (Kirche San Martino, Mantua) – zugeschrieben von Giovanni Cadioli
- Der heilige Karl Borromäus, Johannes der Täufer und andere Heilige (Kirche Santi Gervasio e Protasio, Mantua)
- Schlacht, Öl auf Leinwand 119 × 119 cm (Privatsammlung, Mantua)
- Schlacht, 116 × 279 cm, Königlicher Palast von Caserta
- Schlacht, 118 × 277 cm, Königlicher Palast von Caserta